# Desakato
Desakato és un grup musical asturià de punk rock, que canta generalment en castellà tot i que tots els discos tenen alguna cançó en asturià.

## Història
El grup va començar el 2003 assajant a l'Escola Municipal de Música de Llanera (Astúries), amb la unió del Pablo i el Mario, després de passar per diversos grups. L'any següent van gravar la seva primera maqueta (Agujero social) i van començar a tocar per la rodalia. El 2005, després de l'entrada al grup del Dani i del Nacho, van publicar la seva segona maqueta (Gritando en silencio). El 2008 van gravar el seu primer disc (Con el viento en la cara), enregistrat als estudis La Viesta d'Avilés. Van presentar aquest disc en diversos festivals de dins i fora d'Astúries. El grup defensa la plena oficialitat de la llengua asturiana i es mostra detractor del partit ultraespanyolista Vox. El 16 de novembre de 2022 van anunciar la seva retirada amb una gira de comiat pel 2023, amb actuacions l'11 de febrer al Gazpatxo Rock d'Aiora (Vall de Cofrents), del 28 al 30 d'abril al Viña Rock de Villarrobledo (Albacete), del 2 al 5 d'agost al Juergas Rock Festival d'Adra (Almeria), el 7 d'octubre al Sant Jordi Club de Barcelona amb el grup Smoking Souls i, finalment, l'11 de novembre al WiZink Center de Madrid de la mà d'Smoking Souls i Bellvitge.

## Components
Els seus membres són:
- Pablo, guitarra i vocalista principal
- Gabri, guitarra
- Pepo, vocalista principal
- Falu, trompeta i harmònica
- Mario, baix

Altres membres:
- Nano, membranòfon i vocalista
- Dani, gaita i teclat

## Discografia
- Agujero social (maqueta, 2004)
- Gritando en silencio (maqueta, 2005)
- Con el viento de cara (2008)
- Miseria, sangre y plomo (2010)
- Inercia (2012)
- Buen viaje (2014)
- La teoría del fuego (2016)
- Antártida (2018)
- La miel de las flores muertas (2020)